# Arthrocnodax humilis
Arthrocnodax humilis är en tvåvingeart som först beskrevs av Marikovskij 1953.  Arthrocnodax humilis ingår i släktet Arthrocnodax och familjen gallmyggor.
Artens utbredningsområde är Kazakstan. Inga underarter finns listade i Catalogue of Life.